# Альфонсо VIII
Альфо́нсо VIII (ісп. Alfonso VIII; 11 листопада 1155 — 5 жовтня 1214) — король Кастилії (1158—1214). Представник кастильської Бургундської династії. Син кастильського короля Санчо III та Бланки Наваррської. Учасник Реконкісти. Розбив велике військо Альмохадів у битві при Навас-де-Толосі (1212). Прізвисько — Шляхетний (ісп. el Noble).

## Біографія

### Війни з сусідами
Походив з Бургундської династії. Син Санчо III, короля Кастилії і Толедо, та Бланки Наваррської. Був зовсім малим, коли помер його батько.
У 1158 році формально успадкував трон. За право опіки над королем розгорілася міжусобна боротьба між родами грандів де Лара на чолі з Манріке Перес де Лара та Кастро на чолі з Фернандо Родрігес де Кастро, які закликали на допомогу Фердинанда II, короля Леону. У 1160 році у битві при Лобрегалі (неподалік від Вальядоліда) Гуттєре Фернандес де Кастро переміг де Лара. Втім Манріке Перес де Лара зумів стати регентом при молодому королю, якого помістили під фактичне ув'язнення у м. Авіла. Скориставшись послабленням центральної влади в Кастилії, Санчо VI, король Наварри, захопив прикордонні райони, насамперед значну територію Ла-Ріохи. У 1164 році новим регентом став Нуньо Перес де Лара.
На момент повноліття Альфонса на його боці була лише купка шляхти. У цей момент неоціненну підтримку Альфонсо VIII надали городяни Авіли, які визнали його королем. У 1166 році король прибув до Толедо, де також був прийнятий народом. Число його прихильників почала зростати. У 1170 році на кортесах в Бургосі оголошено про повноліття короля. Того ж року було укладено союз з Генріхом II Плантагенетом, королем Англії, як посаг Альфонсо VIII за яку мав би отримати Гасконь. Водночас кастильський король уклав договір з Арагоном. У 1174 році передав місто і фортецю Уклес ордену Сантьяго.
До 1176 року при підтримці англійського і арагонського королів Кастилії вдалося повернути більшу частину земель захоплених Наваррою, натомість він вимушений був виплатити значну грошову компенсацію. У 1177 році Альфонсо VIII пошлюбив доньку останнього. Того ж року у союзі з Альфонсо II, королем Арагону, захопив місто Куенку. Того ж року заснував університет в Паленсії. У 1179 році у м. Касола було укладено з договір з Наваррою, Португалією, Арагоном і Леоном щодо наступу на державу Альмогадів.
Альфонсо VIII з 1178 року довелося боротися проти стрийка Фердинанда II та його союзників з роду Кастро, а також Лара та інших грандів, які стали фактично незалежними. Війна закінчилася лише в 1180 році підписанням Тордесільяського мирного договору з Фердинандом II, за яким останній отримав від Альфонсо VIII міста Кастохеріс та Дуеньяс.
У 1186 році Альфонсо VIII зумів повернути собі Ла-Ріоху. Протягом 1187—1188 років вів перемовини з Фрідрихом I, імператором Священної Римської імперії, щодо спільних дій проти мусульман. Для цього планувалося влаштувати династичний шлюб, але плани не вдалося втілити у життя. У 1188 році зумів змусити Альфонсо IX, нового короля Леону, визнати свою зверхність. У 1191 році Альфонсо VIII вдерся до королівства Леон, пограбував міста Асторга, Бенавенте та Леон, захопивши прикордонні землі. У 1194 році при підтримці папського легата було укладено мирну угоду між Альфонсо VIII і Альфонсо IX.

### Реконкіста
У 1195 році проти Кастилії виступив Абу-Юсуф Якуб аль-Мансур Альмогад, що зібрав в Африці значне військо. Він при підтримці Альфонсо IX, короля Леону, у битві при Аларкосі завдав нищівної поразки військам на чолі із Альфонсо VIII. Це була найважча поразка кастильців з часів вторгнення арабів на Піренеї. В результаті цієї перемоги маври захопили майже всю Нову Кастилію, взяли в облогу Толедо, Мадрид, Куенку і лише важкопрохідні гірські перевали завадили їм дійти до північної частини Кастилії. При цьому мусульмани спустошили Естремадуру, долину Тежу, Ла-Манчу.
Коли маври облягали Толедо і Мадрид, Альфонсо VIII був змушений воювати з Леоном і Наваррою. Уклавши перемир'я з маврами, він виступив проти християнських сусідів. Спочатку було укладено мир з Леоном, за яким 1197 року його донька Беренгарія була видана заміж за Альфонсо IX Леонського. Слідом за цим король Кастилії рушив проти Наварри, яку переміг, захопивши області Алава і Гіпускоа.
1198 року закінчилося перемир'я з маврами. У 1199 році помер емір Якуб аль-Мансур і серед Альмогадів розпочався розгардіяш і боротьба за владу. Це спричинило відхід маврів з Нової Кастилії. У 1200 року кастильський король висунув претензії на Гасконь, яка на той час належала Іоанну Плантагенету, королю Англії. Втім спроби Альфонсо VIII у 1205—1208 роках захопити цю область виявилися невдалими.
При підтримці католицької церкви у 1204, 1207 та 1209 роках було в значній мірі залагоджені нові конфлікти з Леоном (договір 1207 року є першим публічним документом складеним кастильським діалектом іспанської мови). Новий емір Мухаммад аль-Наср зміг висадитися в Іспанії лише у 1211 році.
У Альфонсо VIII було достатньо часу, щоб підготуватися до нової війни. На заклик папи римського Інокентія III на допомогу королям Кастилії, Арагону, Наварри, Португалії, прийшли лицарі з південної Франції на чолі Арнольдом Мальріком, із архієпископом Нарбонни, приєдналися галісійці, астурійці та леонці. Військо аль-Насра було все більше численне і краще організовано, але маври були виснажені безплідною багатомісячної облогою Сальватьєрра. 16 червня 1212 року на плоскогір'ї Лас-Навас-де-Толоса відбулася битва, в якій християнські війська здобули визначну перемогу, що знаменувало остаточний перелам в боротьбі з мусульманами. Того ж року в Коїмбрі було укладено мирний договір між Кастилією, Леоном і Португалією, яким регулювалися територіальні суперечки.
Через два роки після цієї славетної перемоги Альфонсо IX помер, залишивши трон синові Енріке.

## Родина
Дружина — Елеонора Плантагенет (1162—1214), дочка короля Англії Генріха ІІ та Алієнор Аквітанської.
Діти:
- Беренгарія (1180[5]—1246) — королева Кастилії з 6 червня по 31 серпня 1217 року.
- Санчо (1181)
- Санча (1182 —після 3 лютого 1184)
- Генріх (1182—1184) — спадкоємець Кастильського трону. У літописі від липня 1182 року записано «regnante el Rey D. Alfonso … con su mugier Doña Lionor, con su fijo D. Anric»[6]. В документі названа його старша сестра Санча, це говорить про те, що вони були близнюками.
- Фердинанд (до січня 1184) — помер незабаром після народження.
- Санчо (1184/85 — ?) — помер незабаром після народження, або в дитинстві.
- Уррака (1186—1220) — королева-консорт Португалії, дружина Альфонсо ІІ. Матір королів Португалії Санчо ІІ та Альфонсо ІІІ.
- Бланка (1188—1252) — королева-консорт Франції з 14 липня 1123 по 8 листопада 1226, дружина Людовика VIII. Регент Франції при своєму синові Людовику IX (1226—1234, 1248—1252).
- Фердинанд (1189—1211)
- Матильда (1191–1204) — була заручена з Фердинандом, сином короля Леону і Галісії Альфонсо IX та його першої дружини Терези Португальської.
- Елеонора (бл. 1191–1244) — королева-консорт Арагону, перша дружина Хайме І.
- Констанція (бл. 1195 — січень 1243) — ігуменя монастиря Лас Уельгас.
- Енріке (1204—1217) — король Кастилії з 6 жовтня 1214 по 6 червня 1217.
- Дитина — існування не задокументоване[7][8], її рештки знаходяться в одній із королівських гробниць[9].
- Дитина — існування не задокументоване[7][8], її рештки знаходяться в одній із королівських гробниць[9].